# Mystacides fennicus
Mystacides fennicus là một loài Trichoptera trong họ Leptoceridae. Chúng phân bố ở miền Cổ bắc.